# Alfa Romeo P1
El Alfa Romeo Tipo P1 fue el primer automóvil de Gran Premio de Alfa Romeo, fabricado en 1923. El coche montaba un motor de 6 cilindros en línea de 2.0 litros, capaz de producir 95 CV (71 kW) a 5000 rpm. 

## Historia
Se inscribieron dos Alfa P1 en el Gran Premio de Italia a disputar en Monza en 1923: uno para Antonio Ascari, y otro para Ugo Sivocci, quien falleció en accidente mientras preparaba la carrera en septiembre de 1923. Alfa Romeo se retiró de la competición, quedando suspendido el desarrollo del coche. En 1924 se preparó una nueva versión equipada con un compresor Roots, denominada P1 Compressore 1924.
En 1923, Vittorio Jano, procedente de Fiat, fue contratado por Alfa Romeo para diseñar un nuevo coche, lo que supuso el nacimiento del modelo P2.